# IC 2119
IC 2119 ist eine Spiralgalaxie vom Hubble-Typ Sb im Sternbild Hase am Südsternhimmel. Sie ist schätzungsweise 417 Millionen Lichtjahre von der Milchstraße entfernt und hat einen Durchmesser von etwa 135.000 Lj. 

Im selben Himmelsareal befindet sich u. a. die Galaxie NGC 1780.
Das Objekt wurde am 30. November 1897 von Lewis Swift entdeckt.